# Bolsa de Valores de Moçambique
Bolsa de Valores de Moçambique (w skrócie BVM) – giełda papierów wartościowych w Mozambiku z siedzibą w stolicy kraju Maputo. Powstała w 1999 roku korzystając ze wsparcia Giełdy Papierów Wartościowych w Lizbonie i Banku Światowego. Jest instytucją publiczną podlegającą nadzorowi Ministerstwa Finansów Mozambiku.
26 czerwca 2014 roku Giełda Papierów Wartościowych w Warszawie i Bolsa de Valores de Moçambique podpisały memorandum o współpracy.